# ОШ „Бранко Радичевић” Кузмин
ОШ „Бранко Радичевић” једна је од основних школа у Сремској Митровици. Налази се у улици Николе Радојчића 15, у Кузмину.

## Историјат
Основана је 1757. године као српска народна школа. Одлуком Министарства просвете, 7. априла 1938, одобрено је да се назове „Бранко Радичевић”. Нова школска зграда је грађена од јуна 1963. до 15. октобра 1967. Данас образује и васпитава децу основношколског узраста у три насељена места: Кузмину, Босуту и Сремској Рачи. Седиште матичне школе је у Кузмину, а издвојена, подручна одељења су у Босуту и Сремској Рачи. Специфичност школе је ПО у Сремској Рачи, јер се село налази у пограничној зони између Србије и Босне и Херцеговине. Рад основне школе „Бранко Радичевић” је директно повезан са предшколским одељењима која се налазе у све три школске зграде.